# Bruchstraße 13/13 a (Mönchengladbach)

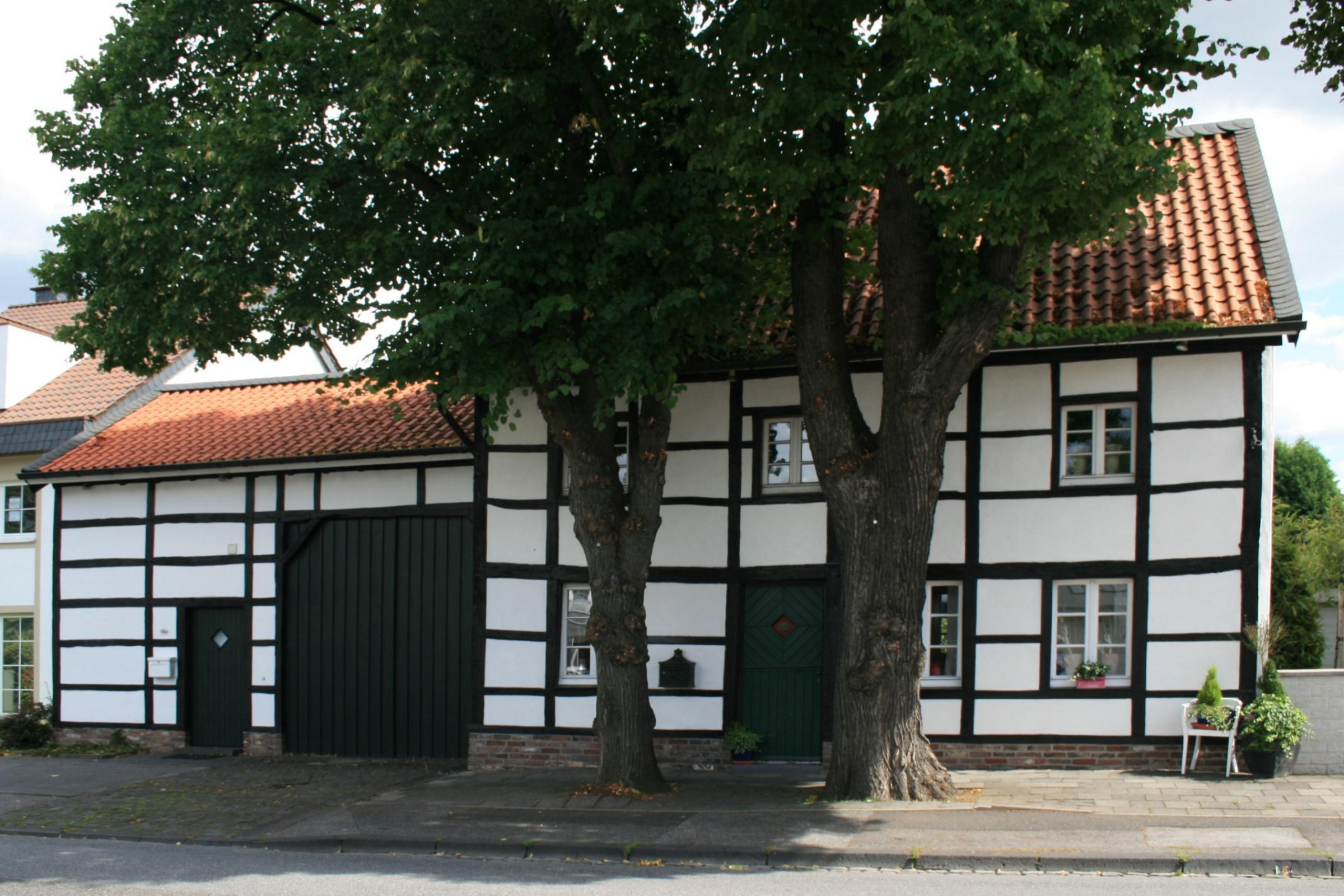
Fachwerkhaus (2010)

Das Fachwerkhaus Bruchstraße 13/13 a steht im Stadtteil Mülfort in Mönchengladbach (Nordrhein-Westfalen).
Das Gebäude wurde 1849 erbaut. Es ist unter Nr. B 055 am 15. Dezember 1987 in die Denkmalliste der Stadt Mönchengladbach eingetragen worden.

## Architektur
Das freistehende Fachwerk-Traufenhaus in Mülfort mit linksseitig zurückversetzter Toreinfahrt und kleinem Stallgebäude (zuletzt als Backhaus genutzt) ist Teil einer ehemals geschlossenen Hofanlage. Im Torbalken die Datierung 1849. Das zweigeschossige Wohnhaus ist in sechs Gefachen quererschlossen und mit einem Satteldach gedeckt.
Obwohl nur noch als Restsubstanz einer Hofanlage erhalten, ist das Objekt als ein charakteristisches Fachwerkhaus des 18. Jahrhunderts in regional typischer Bauweise und im Zusammenhang mit der Bebauung der gegenüberliegenden Straßenseite aus siedlungs- und architekturgeschichtlichen Gründen schützenswert.